# Libijska puščava
Libijska puščava je afriška puščava, ki tvori severni in vzhodni del Sahare v sodobni Libiji, jugozahodnem Egiptu in severozahodnem Sudanu. Njena površina je okoli 1.100.000 km2, kar je skoraj toliko kot Indijska podcelina. Od vzhoda proti zahodu je dolga okoli 1.100 km, od severa proti jugu pa okoli 1.000 km.  Je eden najbolj suhih, neplodnih in najbolj oddaljenih delov Sahare in največja vroča puščava na svetu. 

## Geografija
Sodobna  Libija je razdeljena na regije Cirenajka, Tripolitanija in Fezan in meri 1.760.000 km2. Večina ozemlja je puščava. Izjemi sta ozek pas ozemlja  na sredozemski obali in Cirenajške gore (Džebel Akhdar ali Zelene gore).
Večino ozemlja pokriva Libijska puščava, ki je v smeri vzhod-zahod dolga okoli 1.100 km, v smeri sever-jug pa okoli 1.000 km. Podobno kot večina Sahare je tudi Libijska puščava večinoma peščeno in kamnito nižavje. V puščavi je nekaj depresij in nobene reke, ki bi se stekala vanjo ali odtekala iz nje.  Planota Gilf Kebir, ki doseže nadmorsko  višino nekaj čez 1.000 m, in bližnji masiv Džebel Uveinat sta izjemi na neprekinjenem prostranstvu kristaliničnih kamnin, pokritih s plastmi vodoravnih sedimentov, ki tvorijo obsežne peščene planjave, nizke planote in peščine. Pokrajina je zaradi gora,  oaz in peščenih morij presenetljivo raznolika.
Na jugu se iz puščave dvigajo gorske verige Džebel Uveinat (Gora izvirkov, 1980 m) na tromeji Libija-Egipt-Sudan, Tibesti na jugu na meji s Čadom in gore Akakus na jugozahodu na meji z Ažirijo. Glavne oaze so Jaghbub in Jalo na v zahodu v Cirenajki, Kufra na jugovzhodu in Murzuk na jugu v Fezanu. Peščena morja ležijo v obroču ob libijski meji. Na vzhodu je peščeno morje Calanšio, zahodna krpa Velikega peščenega morja na egiptovsko-libijski meji, ki se razteza  od Jaghbuba in Jaloja na severu do Kufre na jugu. Dolgo je 800 km. Na jugovzhodu blizu meje s Sudanom je peščeno morje Rebiana. Na jugozahodu je na meji s Čadom peščeno morje Idehan Murzuk, na zahodu na meji z Alžirijo pa peščeno morje Idehan Ubari, ki pokriva skoraj četrtino celotne površine puščave. Peščene sipine na njem so visoke do 512 m.
Druge značilnosti puščave so Asvad Al Huruj (Črna puščava), velika okrogla pokrajina s črnim vulkanskim ščitom v sredini in Hamada al Hamra (Rdeča puščava), kamnita planota na zahodu ob tunizijski meji, ki so jo v rdeče obarvali skladi železovih oksidov. Na jugovzhodu leži med Kufro in tromejo Libija-Egipt-Sudan Džebel Arkenu z dvema  kraterju podobnima strukturama, za kateri se domneva, da sta posledica trka meteroritov. Severno od planate Gilf Kebir je med plitvima perifernima peščenima sipinama na jugu Velikega peščenega jezera polje Libijskega puščavskega stekla. Za to polje se domneva, da je povezano s padcem meteorita, ki je ustvaril krater Kebira na meji med Libijo in Egiptom. Puščavsko steklo je bilo vdelano celo v primerek Tutankamonovega nakita.   
Libijska puščava je redko poseljena. Izjeme so sodobna naselja v oazah v spodnji Ciranajki v jugovzhodni Libiji. Domorodno prebivalstvo sestavljajo plemena Bišarin, Mahas in Berber. Vzhodni del puščave, ki leži v Egiptu, Egipčani imenujejo Zahodna puščava, bi jo razlikovali od Vzhodne puščave med Nilom in Rdečim morjem.

## Podnebje
Libijska puščava je verjetno ena od najmanj gostoljubnih regij na Zemlji. Njeno podnebje je presenetljivo spremenljivo. Poleti povprečne dnevne temperature zraka dosegajo 50 °C in več, ponoči pa se zelo ohladi. Pozimi so dnevi bolj hladni s povprečnimi temperaturami okoli 27 °C, ponoči pa se ohladi pod zmrzišče. Izmerjena je bila tudi temperatura −9 °C. Pri the pogojih nastaja slana, zato takšne noči imenujejo Bele noči. V Al Aziziji na severu Libije, kjer je najstarejša vremenska postaja v državi, so leta 1922 izmerili najvišjo kdaj v naravi  izmerjeno temperaturo, ki je znašala 58 °C.
Na severu puščave ob sredozemski obali pihajo v notranjost hladni in vlažni vetrovi, medtem ko bolj proti jugu pihajo iz notranjosti vroči in suhi vetrovi, znani kot ghibli, ki povzročajo ogromne peščene viharje.

## Zgodovina

### Zgodovina puščave
Zgodovinsko se je termin Libija nanašal na vsa slabo znana ozemlja zahodno od Starega Egipta, katerega zahodno mejo je označevalo jezero Mareotis (arabsko بحيرة مريوط, Buhayrat Maryut) pri  Aleksandriji. Za stare Grke, tudi Herodota, je Libija obsegala celo sredozemsko afriško obalo do rta Spartel v Maroku. Kasneje so Rimljani v zahodnem Egiptu in Cirenajki  ustanovili provinci Libya Inferior in Libya Superior (Spodnja in Gornja Libija). Libijska puščava je bila puščava južno njiju. Z ustanovitvijo italijanske kolonije Libije v 20. stoletju je postalo ime Libijska puščava za to regijo neprimerno, zato so del puščave znotraj Egipta zahodno od Nila preimenovali v Zahodna puščava, puščavo vzhodno od Nila pa v Vzhodna puščava.

### Prva svetovna vojna
Po italijanski zasedbi Libije v italijansko-turški vojni leta 1911-1912, je puščava postal prizorišče dvajset let trajajočih spopadov med Italijani in arabskim politično-verskim redom senusi  s središčem na Jebel Akhdarju v Cirenajki in oazi Kufra. Spopadi so se končali leta 1931 z zmago Italijanov.

### Sodobne raziskave
V 30. letih 20. stoletja je bila Libijska puščava prizorišče raziskav in kartografiranja, ki sta jih opravljala italijanska kopenska vojska in zračne sile. Po jugovzhodni Libiji in južnem Egiptu so potovali tudi drugi raziskovalci, med njimi Ralph Bagnold in Laszlo Almasy, ki so iskali izgubljeno oazo Zerzura. Bagnold je odpotoval tudi v severni Čad v depresijo Mourdi. Svoja odkritja je opisal v knjigi Libijske peščine: Potovanje po mrtvem svetu, izdani leta 1935.

### Druga svetovna vojna
Med drugo svetovno vojno je bilo ozemlje severovzhodne Libijske puščame med El Agheilo in egiptovsko mejo prizorišče težkih bitk med silami osi in zahodnimi zavezniki. Obdobje je znano kot zahodnopuščavska kampanja. Globlje v puščavi so se italijanske motorizirane saharske enote Compagnie Auto-Avio Sahariane spopadale z britansko  Long Range Desert Group iz Egipta in francoskim svobodnim  Régiment de Tirailleurs Sénégalais du Tchad iz Čada. Večje vojaške akcije so bile obleganje  Giarabuba (zdaj Džaghbub), bitka za Kufro in pohod na Murzuk. Vse akcije so bile leta 1941.
V peščenem morju Calanshio je na svojem prvem borbenem poletu leta 1943 strmoglavil ameriški bombnik Lady Be Good. Njegove razbitine so odkrili leta 1958 200 km severno od Kufre.